# Bistum San Luis
Das Bistum San Luis (lat.: Dioecesis Sancti Ludovici in Argentina, span.: Diócesis de San Luis) ist eine in Argentinien gelegene römisch-katholische Diözese mit Sitz in San Luis.
Es wurde am 20. April 1934 durch Papst Pius XI. mit der Päpstlichen Bulle Nobilis Argentinae nationis aus Gebietsabtretungen des Erzbistums San Juan de Cuyo errichtet und diesem als Suffraganbistum unterstellt.

## Bischöfe von San Luis
- Pedro Dionisio Tibiletti, 13. September 1934–14. Mai 1945
- Emilio Antonio di Pasquo, 2. November 1946–14. Juni 1961, dann Bischof von Avellaneda
- Carlos María Cafferata, 11. Juli 1961–6. Juli 1971
- Juan Rodolfo Laise OFMCap, 6. Juli 1971–6. Juni 2001
- Jorge Luis Lona, 6. Juni 2001–22. Februar 2011
- Pedro Martínez, 22. Februar 2011–9. Juni 2020
- Gabriel Bernardo Barba, seit 9. Juni 2020

## Weblinks

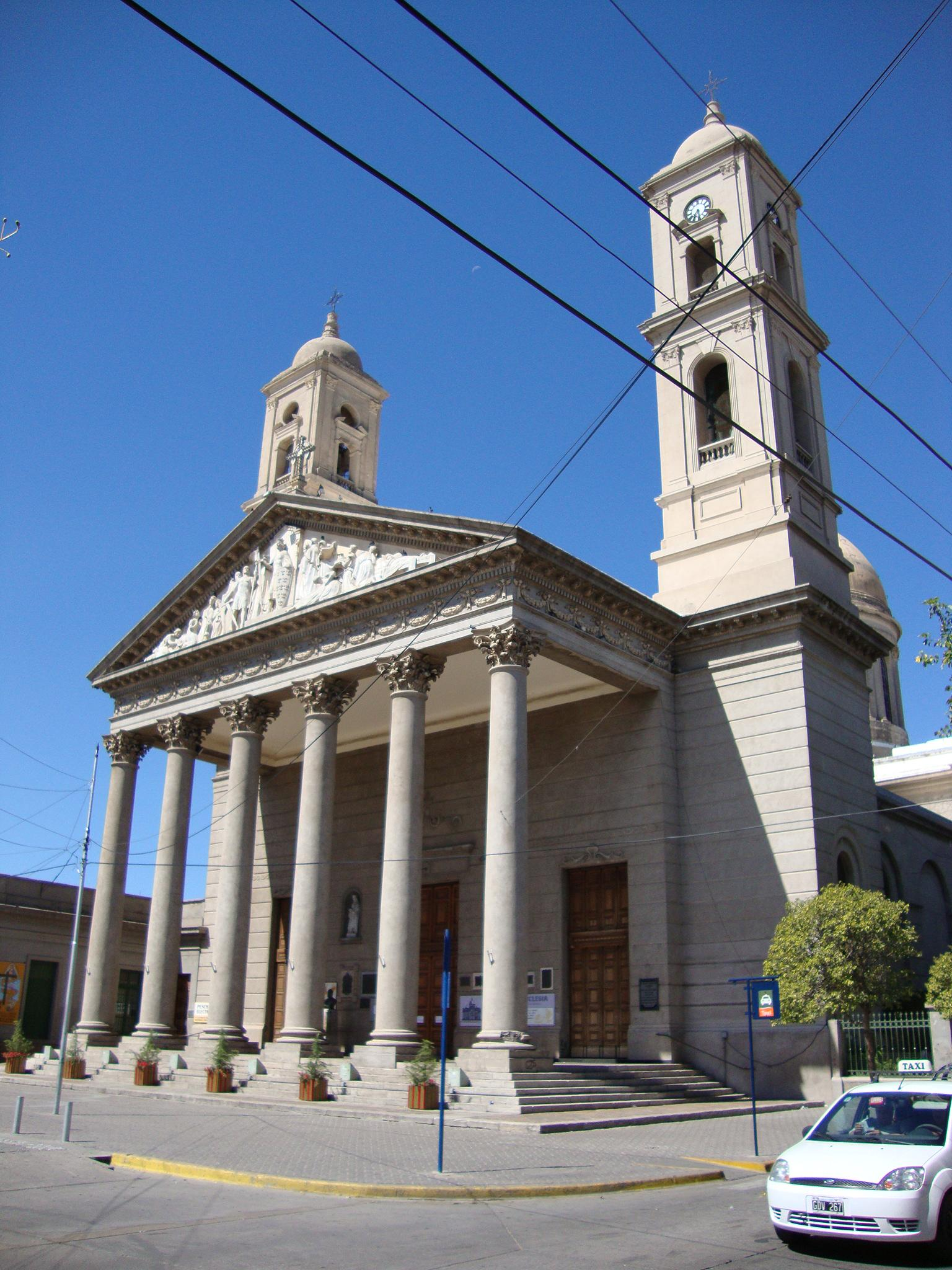
Kathedrale San Luis